# 高利寧足球會
高利寧足球會（Coleraine Football Club）是一支位於北愛爾蘭科爾雷恩的職業足球會，目前於北愛爾蘭超級足球聯賽角逐。

## 榮譽
愛爾蘭足球聯賽
- 冠軍(1)：1973–74

愛爾蘭盃
- 冠軍(6)：1964–65, 1971–72, 1974–75, 1976–77, 2002–03, 2017–18

北愛爾蘭聯賽盃
- 冠軍(2)：1987–88, 2019–20

北愛爾蘭城市盃
- 冠軍(2)：1953–54, 1968–69

北愛爾蘭金盃
- 冠軍(2)：1931–32, 1958–59, 1969–70, 1975–76

阿爾斯特盃
- 冠軍(8)：1965–66, 1968–69, 1969–70, 1972–73, 1975–76, 1985–86, 1986–87, 1996–97

北愛爾蘭四强盃
- 冠軍(1)：1968–69

西北高級盃
- 冠軍(23)：1952–53, 1954–55, 1955–56, 1957–58, 1958–59, 1960–61, 1964–65, 1966–67, 1967–68, 1969–70, 1981–82, 1982–83, 1987–88, 1988–89, 1991–92, 1994–95, 2001–02, 2003–04, 2005–06, 2007–08, 2009–10, 2012–13, 2024-25

## 外部連結
- Official Website （页面存档备份，存于）
- Coleraine Statistics and Results at the Irish Football Club Project